# Catoptria pauperellus
Catoptria pauperellus is een vlinder uit de familie grasmotten (Crambidae). De wetenschappelijke naam is voor het eerst geldig gepubliceerd in 1832 door Treitschke.
De soort komt voor in Europa.